# John Blagrave
John Blagrave (Earley 1561-1611) fue un matemático inglés. Fue educado en el Reading School y en el St John's College, Oxford, a pesar de todo nunca obtuvo su graduado en ninguna de las dos. Es conocido por haber realizado trabajos en la mejora de comprensión de los astrolabios y en la gnomónica realizando teorías sobre la construcción de relojes de sol (realizada en inglés). 

## Trabajos
Durante su carrera como matemático publicó cuatro tratados de matemática:
- The Mathematical Jewel (1585)
- Baculum, Familliare Catholicon sive Generale (1590)
- Astrolabium Uranicum Generale (1596)
- The Art of Dialling (1609)